# Kleidocerys obovatus
Kleidocerys obovatus är en insektsart som först beskrevs av Van Duzee 1931.  Kleidocerys obovatus ingår i släktet Kleidocerys och familjen fröskinnbaggar. Inga underarter finns listade i Catalogue of Life.